# Aviméta 132
Dimensions
L'Avimeta 132 était un avion de transport commercial trimoteur français de l'Entre-deux-guerres. Il ne dépassa pas le stade de prototype.
À défaut de parvenir à placer des avions de combat, Eugène Lepère, ingénieur chez Aviméta, se tourna vers l’aviation commerciale avec un projet de monoplan à aile haute et train fixe, toujours construit en alférium. Extrapolation de l’Aviméta 92, l’appareil devait posséder un fuselage assez vaste pour pouvoir recevoir soit 12 fauteuils de type Pullman, soit huit couchettes de type « Wagons-Lits ». Outre un poste de pilotage biplace et une cabine de radionavigation, l’appareil devait également comporter un lavabo et une soute à bagages. Trois motorisations furent envisagées : Un unique moteur de 450⁄600 ch (Avimeta 130), deux moteurs de 380 ch (Avimeta 131) ou trois moteurs de 230 ch (Avimeta 132). Cette dernière version fut retenue pour la construction d’un prototype qui affichait des performances médiocres. Très lourd, il n’intéressa guère les compagnies aériennes. La mise en liquidation de la société Aviméta en scella le sort. 

## Sources
1. 1 2  Georges Bondoux
2. ↑  P. Gaillard